# Arnold Schober
Arnold Schober (* 16. April 1886 in Windisch-Landsberg, Österreich-Ungarn; † 15. August 1959 in Graz) war ein österreichischer Klassischer Archäologe.
Der Sohn eines Gutsinspektors machte 1905 in Graz das Abitur. An der Universität Graz studierte er Klassische Archäologie und Neuere Kunstgeschichte bei Franz Winter und Josef Strzygowski. 1906 wurde er Mitglied des Corps Joannea Graz. In Graz wurde er 1909 bei Hans Schrader promoviert mit der Arbeit Antike Pferdedarstellung.
Studienreisen führten ihn nach Italien, Frankreich und Deutschland. Von 1910 bis 1912 nahm er an den Ausgrabungen in Elis und Ephesos teil. In Wien wurde er 1912 Assistent bei Emil Reisch. Seine Habilitation erfolgte mit der Arbeit Die römischen Grabsteine von Noricum und Pannonien. Die Lehrberechtigung (Venia legendi) erhielt er 1921 für Klassische Archäologie an der Universität Wien. 1927 wurde er außerordentlicher Professor. Als außerordentlicher Professor wurde er 1935 an die Universität Graz berufen und dort ein Jahr später Nachfolger von Rudolf Heberdey. Am 18. Mai 1938 beantragte er die Aufnahme in die NSDAP und wurde rückwirkend zum 1. Mai aufgenommen (Mitgliedsnummer 6.288.962). 1940 wurde er zum ordentlichen Professor ernannt. Im Jahr 1945 wurde Schober vorzeitig in den Ruhestand versetzt.
Er ist auf dem St.-Leonhard-Friedhof in Graz beigesetzt.

## Schriften
- Die Landschaft in der antiken Kunst (= Bibliothek der Kunstgeschichte. Band 69). E. A. Seemann, Leipzig 1923.
- Die Kunst von Pergamon. Rohrer, Wien 1951
- Die Römerzeit in Österreich, an den Bau- u. Kunstdenkmälern dargestellt. Baden bei Wien 1935.
- Der Fries des Hekateions von Lagina (= Istanbuler Forschungen. Band 2). Rohrer, Baden bei Wien 1933.
- Die Römischen Grabsteine von Noricum und Pannonien. Hölzel, Wien 1923.
- mit Camillo Praschniker: Archäologische Forschungen in Albanien und Montenegro (= Schriften der Balkankommission. Band 8). Hölder, Wien 1919